# Manfred Kiese
Manfred Kiese (* 28. Juni 1910 in Stettin; † 22. Februar 1983 in München) war ein deutscher Pharmakologe und Toxikologe. Besondere Verdienste hat er sich auf dem Gebiet der biochemischen Pharmakologie und Toxikologie erworben.

## Leben
Er besuchte das humanistische Gymnasium in Dramburg und studierte anschließend in Hamburg, Frankfurt, München und Berlin Medizin. Im Berliner Pharmakologischen Institut begann er 1935 mit einer bei Wolfgang Heubner angefertigten Dissertation „Pharmakologische Untersuchungen an der glatten Muskulatur der Lunge (insbesondere mit einigen ephedrinartigen Substanzen)“ seine wissenschaftliche Laufbahn. Von 1937 bis 1939 arbeitete er als Stipendiat der Rockefeller-Stiftung bei Albert Baird Hastings (1895–1987) am Institut für Biologische Chemie der Harvard Medical School in Boston, Massachusetts. Zurück in Berlin, habilitierte er sich 1940 mit einer Arbeit „Wirkungen des Kohlendioxyds“. Am 28. November 1939 beantragte er die Aufnahme in die NSDAP und wurde zum 1. Dezember desselben Jahres aufgenommen (Mitgliedsnummer 7.311.881), im selben Jahr schloss er sich auch der SA an. Kurz vor dem Ende des Zweiten Weltkriegs wurden die Reste des Berliner Instituts in die unversehrte Landwirtschaftsschule Kappeln an der Schlei ausgelagert, wohin auch zwei Institute der Christian-Albrechts-Universität zu Kiel verlegt worden waren, nämlich das Pharmakologische Institut unter Behrend Behrens (1895–1969) und das Institut für physiologische Chemie unter Hans Netter (1899–1977). Das Berliner Pharmakologie-Gebäude an der Dorotheenstraße wurde im April 1945 durch Brandbomben fast bis auf die Grundmauern zerstört. Von 1947 bis 1950 stand Kiese dem Laboratorium der von Helmuth Reinwein (1895–1966) geleiteten Medizinischen Klinik der  Kieler Universität vor, beteiligte sich in Kiel auch am Pharmakologieunterricht. 1947 heiratete er Edith geb. Schäffler.
1950 folgte er einem Ruf auf den Lehrstuhl für Pharmakologie und Toxikologie der Philipps-Universität Marburg, wo er Nachfolger von Hans Gremels (1896–1949) wurde. Von 1952 bis 1953 war er in Marburg Dekan der Medizinischen Fakultät. 1956 wechselte er als Nachfolger von Felix Haffner (1886–1953) auf den Pharmakologie-Toxikologie-Lehrstuhl der Eberhard Karls Universität Tübingen. Zu seiner Zeit bezog das Institut neue Räume im Lothar-Meyer-Bau nordöstlich des alten Instituts an der Tübinger Wilhelmstraße. 1959 war er Vorsitzender der Deutschen Pharmakologischen Gesellschaft. Nach fünf Tübinger Jahren übernahm er 1961 als Nachfolger von August Wilhelm Forst (1890–1981) den Lehrstuhl seines Fachs an der Ludwig-Maximilians-Universität München. Für das 1944 zerstörte, unter Forst nur notdürftig instandgesetzte Institut setzte er einen Neubau durch. 1980 wurde er emeritiert. Sein Nachfolger wurde Wolfgang Forth. 1981, etwas über ein Jahr vor seinem eigenen Tod, starb seine Frau.

## Forschung

### Frühe Arbeiten
Die Forschung an Heubners Berliner Institut war breit gefächert.
Nach seiner Dissertation und wenigen anderen Arbeiten verschiedener Thematik, darunter einer weiteren über das Ephedrin, konzentrierte sich Kiese auf die biochemische Pharmakologie unter besonderer Berücksichtigung des Hämoglobins, eines Interessenschwerpunkts Heubners.
Mit Hastings in Boston, dann allein in Berlin, untersuchte er die physikalisch-chemischen Eigenschaften des 1932 entdeckten, später als Angriffspunkt von Diuretika wichtig gewordenen  Enzyms Carboanhydrase, das die Reaktion von Kohlendioxid und Wasser zu Kohlensäure und zurück katalysiert. Hierher gehört auch die Habilitationsschrift.
Zu den Abkömmlingen des Hämoglobins, die auch nach Einnahme von Arzneimitteln gebildet werden können, gehören die grünen Verdoglobine. Kieses Gruppe in Berlin schlug vor, das beim Kontakt von Hämoglobin mit Schwefelwasserstoff in Gegenwart von Sauerstoff entstehende Verdoglobin VerdoglobinS zu nennen, eine auch später benutzte Nomenklatur. Die Publikation zeigt Kieses enge Zusammenarbeit außer mit Heubner mit zwei anderen später bekannt gewordenen Mitgliedern des Berliner Instituts, nämlich Robert Havemann und Friedrich Jung. Selbst in den Behelfsräumen in der Landwirtschaftsschule Kappeln forschte Kiese weiter über Verdoglobine. Von seinen acht Aufsätzen im ersten Nachkriegsband, Band 204, 1947 von Naunyn-Schmiedebergs Archiv für experimentelle Pathologie und Pharmakologie wurden fünf noch 1944 und 1945 von Berlin aus eingesandt, die anderen drei aus Kappeln, so „Darstellung und Eigenschaften von Verdoglobinen“ mit der Herkunftsangabe „Aus dem Pharmakologischen Institut und dem Physiologisch-Chemischen Institut der Universität Kiel in Kappeln an der Schlei“.

### Methämoglobinbildung
In den roten Blutkörperchen wird ständig Hämoglobin, mit zweiwertigem Fe2+ und dem Sauerstofftransport dienend, zu Methämoglobin oder Hämiglobin, mit dreiwertigem Fe3+ und zum Sauerstofftransport unfähig, oxidiert. Kieses erste Hämoglobinuntersuchung außer den Verdoglobinstudien galt der Rückverwandlung des Methämoglobins in Hämoglobin. Er erkannte, dass daran mehrere Mechanismen beteiligt sind, am wichtigsten ein flavinhaltiges Enzym, das er Hämiglobinreduktase nannte, heute meist als Methämoglobin-Reduktase oder, weil NADH und das Cytochrom b5 Cofactoren sind, NADH-abhängige Cytochrom B5-Reduktase bezeichnet.
Abgesehen von dieser natürlichen Methämoglobinbildung überführen viele Substanzen Hämoglobin in Methämoglobin und können dadurch Methämoglobinämie mit Zyanose und anderen Vergiftungssymptomen auslösen. Dazu gehören aromatische Amine wie der Prototyp Anilin und aromatische Nitroverbindungen wie der Prototyp Nitrobenzol. Die Amine und Nitroverbindungen werden zunächst durch Biotransformation zu den entsprechenden Hydroxylaminen oder Nitrosoverbindungen aktiviert. Die anschließende Methämoglobinbildung ist ein komplizierter Kreisprozess. Auf Arbeiten Heubners und Jungs fußend, haben Kiese und seine Mitarbeiter ihn – den Kiese-Zyklus – 1949 und 1950 in einer Serie von zehn Publikationen in Naunyn-Schmiedebergs Archiv, alle „aus der Medizinischen Klinik Kiel“, aufgeklärt. Sein Schüler und Biograph Peter Eyer (* 1942) nennt Kieses Monographie Methemoglobinemia: A Comprehensive Treatise dessen „wertvollstes wissenschaftliches Erbstück“.

### Oxidation und Reduktion am Stickstoff
Die Methämoglobinbildung durch aromatische Amine und Nitroverbindungen führte zur Frage nach der Art und Weise ihrer Aktivierung. Schon Heubner hatte gefolgert, der Anilin-Stickstoff am Benzolkern könne direkt oxidiert werden. Kiese gelang in Tübingen mit einer neuen Methode der Nachweis: „Eine wesentliche Auswirkung der Aufnahme von Anilin in den Organismus von Warmblütern, nämlich die Hämiglobinbildung, ist nicht eine Wirkung des Anilins selbst, sondern eines – oder mehrerer – seiner Umsetzungsprodukte. Unter den bekannten einfachen Derivaten des Anilins bewirken Phenylhydroxylamin und Nitrosobenzol die stärkste Hämiglobinbildung. Die beiden Substanzen können in einem enzymischen Kreisprozeß eine Vielzahl von Äquivalenten Hämoglobin zu Hämiglobin oxydieren. ... Bisher sind Phenylhydroxylamin und Nitrosobenzol als biologische Oxydationsprodukte des Anilins im Organismus nicht nachgewiesen worden. Wir haben im Blut von Hunden, denen Anilin injiziert worden war, Nitrosobenzol bestimmt und gefunden, daß nach i.v. Injektion von Anilin im Blut von Hunden Nitrosobenzol vorhanden ist.“ Wie von der Kreisprozess-Theorie vorhergesagt, wurde Nitrosobenzol anschließend wieder zu Phenylhydroxylamin reduziert (und dann weiter, außerhalb des Kreisprozesses, zu Anilin). Die Enzyme für die N-Oxidation befanden sich im endoplasmatischen Retikulum der Leberzellen. Die Oxidation am Stickstoff faszinierte Kiese nach Eyer noch mehr als die Methämoglobinbildung. Kiese und sein Schüler Hartmut Uehleke (* 1924) haben sie in Übersichtsartikeln zusammengefasst. Auch hier gehört Kiese zu den wichtigsten Forschern. Sein Münchener Institut galt international als „die Heimat der biochemischen Pharmakologie der N-Oxidation“.

### Behandlung der Blausäurevergiftung
Blausäure und ihre Salze, die Cyanide, gefährden das Leben durch Blockade der zur Atmungskette gehörenden Cytochrom-c-Oxidase. Ein Prinzip der Behandlung ist die Bindung des Cyanid-Ions CN− an anderen Stellen, zum Beispiel an das Fe3+ des Methämoglobins. Kieses Gruppe fand in München einen Methämoglobinbildner, der sich dafür besonders gut eignete, nämlich das 4-Dimethylaminophenol. Es gilt heute als das beste Antidot mit diesem Wirkprinzip.

## Schüler
Folgende Wissenschaftler haben sich bei Kiese habilitiert (Ort und Jahr):
- Maximilian Frimmer (Tübingen, 1959), später Lehrstuhlinhaber für Pharmakologie und Toxikologie des Fachbereichs Veterinärmedizin der Justus-Liebig-Universität Gießen;
- Hartmut Uehleke (Tübingen, 1962), später Leitender Direktor am Bundesgesundheitsamt in Berlin;
- Hermann Kurz (München, 1963), später Professor am Münchener Institut;
- Gerhard Lange (München, 1963), später Leiter des Instituts für Toxikologie der Gesellschaft für Strahlen- und Umweltforschung;
- Peter Hlavica (München, 1970), später Professor am Münchener Institut;
- Hermann Kampffmeyer (München, 1970), später Professor am Münchener Institut;
- Nikolaus Weger (München, 1970);
- Gerhard Renner (München, 1971), später Professor am Münchener Institut;
- Hansjörg Teschemacher (München, 1971); später Professor am Rudolf-Buchheim-Institut für Pharmakologie der Universität Gießen;
- Werner Lenk (München, 1972), später Professor am Münchener Institut;
- Jörg Remien (München, 1974), später Professor am Münchener Institut;
- Peter Eyer (München, 1976), später Professor am Münchener Institut.

## Anerkennung
1977 widmeten die Teilnehmer einer Konferenz über biologische Oxidation am Stickstoff das Buch über ihre Tagung Manfred Kiese. Der Herausgeber schrieb (aus dem Englischen): „Zwar hatte man schon viele Jahre Hydroxylamine als aktive Metaboliten aromatischer Amine vermutet, aber erst Professor Kiese hat 1959 diese Reaktion in zwei Publikationen nachgewiesen. ... Professor Kiese hat zahlreiche Fragen zur Herzpharmakologie und zur Carboanhydrase bearbeitet, von höchster Bedeutung aber sind seine Werke zur Bildung und Toxikologie N-oxidierter Verbindungen. ... Er war der erste, der ausdrücklich eine Forschergruppe zur Klärung der Oxidation am Stickstoff schuf.“
Die Zeitschrift Xenobiotica widmete Kiese zu seinem 70. Geburtstag eine Festschrift mit Aufsätzen seiner Schüler und „anderer, die ihn kennen, seine wissenschaftlichen Errungenschaften hoch schätzen und ihn als Freund betrachten.“

## Schriften (Auswahl)
- als Herausgeber zusammen mit Otto Krayer: Paul Trendelenburg: Grundlagen der allgemeinen und speziellen Arzneiverordnung. Springer, Berlin / Göttingen / Heidelberg 1952.[37]